# ロバート・シンプソン
ロバート・シンプソン（Robert Wilfred Levick Simpson, 1921年3月2日 - 1997年11月21日）は、イギリスの作曲家、音楽学者。

## 生涯
1921年、ロイヤル・レミントン・スパでスコットランド系の父親とオランダ系の血を引く母親の間に生まれる。父親は救世軍の士官であり、シンプソンが初めて触れた楽器も英国式ブラスバンドで演奏したコルネットだった。両親はシンプソンが医療の道へ進むことを望んだが、音楽の道を進むことに決めたシンプソンは学びかけた薬学を諦め、1942年から1946年にかけてハーバート・ハウエルズに師事。ハウエルズの勧めによりダラム大学で音楽学の学士号を取得し、1951年には交響曲第1番を大学へ提出し博士号を受ける。この時期から一般向けの講演や著述で活動する。
1951年、シンプソンはBBCの音楽部門に入り、デリック・クックやハンス・ケラーなどと共にプロデュースや番組編成に関わる。プロデューサーとして広く知られるようになり、エイドリアン・ボールトとBBC交響楽団とは特に強固な関係を保ったが、キャリアの後半は上層部と衝突することが多かった。1980年にBBCの方針への不満から職を辞し、それまで余暇の時間に行っていた作曲に専念するようになる。1986年にアイルランドへ移住し、1997年にケリー県のトラリーで死去した。
ロンドン空襲時に空防隊（en:Air Raid Precautions in the United Kingdom）に参加した経験から、信条的には平和主義者・人道主義者であり、"Musicians against Nuclear Arms" への支援を行っていた。またこれによって、シンプソンは肯定的で親しみやすい作品の創作に向かうことになった。天文学にも強い興味を持ち、王立天文学会のフェローに選ばれている。
指揮者のヤッシャ・ホーレンシュタインは友人であり、シンプソンは著書 "The Essence of Bruckner" にホーレンシュタインへの献辞を載せ、ホーレンシュタインもたびたびシンプソンの作品をとりあげた。

## 作風
アントン・ブルックナーやカール・ニールセンの影響を受けており、『20世紀のブルックナー』とも言われた。保守的な作風ゆえ戦後は前衛運動の中で目立たない存在になったが、近代音楽の伝統を守った交響曲の創作を怠らなかった。没後は英語圏以外での知名度は高くない。1980年に設立されたロバート・シンプソン協会(Robert Simpson Society)が、交響曲全集の録音を支援するなど積極的に作品の普及を進めている。
生涯を通じて書き続けられた11曲の交響曲と15曲の（他に未完が1曲）弦楽四重奏曲がシンプソンの作品群の中心にある。楽天主義者というよりも「獰猛な反ペシミスト」と自分を形容する彼の作品は、アルノルト・シェーンベルクの音列作品を聴いて自分が"したくない"ことが分かった、と語るように無調とは距離を置いていたが、同時に機能調性的でもなく、独自の調性や協和音の扱いをエネルギッシュなリズムと結び付けている。古典的な形式をそのまま使うことは少なかったが、ルートヴィヒ・ヴァン・ベートーヴェンやジャン・シベリウスを意識して、大規模な構造や展開の可能性を追求している。
音楽学者としては作曲家としてよりも早く評価されており、自らの作風にも影響を与えた作曲家たち――ヨハン・ゼバスティアン・バッハや、ベートーヴェンをはじめとするウィーン古典派の作曲家、そしてブルックナーやニールセン、シベリウスといった面々についての著書がある。特にブルックナーやニールセンについては、英語圏における彼らの作品の認知に大きく貢献し、1956年にはカール・ニールセン金メダル（デンマーク政府より）、1962年にはアメリカブルックナー協会メダルを受けている。また、一般にあまり知られていない、あるいは評価されていない作品の紹介に積極的で、1947年に設立した "Exploratory Concerts Society" はそのような作品を集中的に取り上げていたほか、ラジオシリーズ "The Innocent Ear" では作曲家の名前を伏せて作品を放送し、先入観のない聴取を促す試みを行った。

## 作品

### 管弦楽曲
- 交響曲第1番 (1951年)
- 交響曲第2番 (1956年)
- 交響曲第3番 (1962年)
- ピアノ協奏曲 (1967年)
- 交響曲第4番 (1972年) - ハイドンの交響曲第76番が引用されている[12]。
- 交響曲第5番 (1972年)
- 交響曲第6番 (1977年)
- 交響曲第7番 (1977年)
- 交響曲第8番 (1981年)
- ニールセンの主題による変奏曲 (1983年)
- 交響曲第9番 (1986年)
- 交響曲第10番 (1988年)
- フルート協奏曲 (1989年)
- 交響曲第11番 (1990年)
- チェロ協奏曲 (1991年)

### ブラスバンド曲
- カンツォーナ (1958年)
- 交響的習作「エネルギー」(1971年)
- 交響的習作「火山」(1979年)
- レーガーの低音主題による序奏とアレグロ (1987年)

### 室内楽
- ヴァイオリン・ソナタ (1984年)
- 弦楽三重奏曲 (1987年)

#### 弦楽四重奏曲
- 弦楽四重奏曲第1番 (1951-52年)
- 弦楽四重奏曲第2番(1953年)
- 弦楽四重奏曲第3番 (1953-54年)
- 弦楽四重奏曲第4番 (1973年)
- 弦楽四重奏曲第5番 (1974年)
- 弦楽四重奏曲第6番 (1975年)
- 弦楽四重奏曲第7番 (1977年)
- 弦楽四重奏曲第8番 (1979年)
- 弦楽四重奏曲第9番 (1982年)
- 弦楽四重奏曲第10番「平和のために」 (1983年)
- 弦楽四重奏曲第11番 (1984年)
- 弦楽四重奏曲第12番 (1987年)
- 弦楽四重奏曲第13番 (1989年)
- 弦楽四重奏曲第14番 (1990年)
- 弦楽四重奏曲第15番 (1991年)

### ピアノ曲
- ピアノ・ソナタ (1946年) …発表された最初の作品[13]
- ハイドンの主題による変奏曲と終曲 (1948年)

## 著作
- Carl Nielsen: Symphonist (1952, rev. 1979).
- Bruckner and the Symphony (1963).
- Sibelius and Nielsen: a Centenary Essay (1965).
- The Essence of Bruckner: An Essay Towards the Understanding of his Music (1966; revised edition, 1992).
- Beethoven Symphonies (1970). 
  - 『ベートーヴェン/交響曲』（BBC・ミュージック・ガイド・シリーズ7）石田一志訳　東芝EMI音楽出版、1981年
- 'Fiftieth Birthday Essays': A Tribute to Robert Simpson, with articles by Jascha Horenstein, Robert Layton, Hans Keller, Hugh Ottoway, Peter Dobson and Ainslee Cox. Edited by Edward Johnson for Triad Press (1971).
- The Symphony (Two Volumes), edited by Robert Simpson (Penguin Books, 1975)
- The Proms and Natural Justice: A Plan for Renewal (With Foreword by Sir Adrian Boult; 1980).
- Simpson on Beethoven: Essays, Lectures and Talks by R. Simpson, Selected and Edited by Lionel Pike (1996)